# Peliala tithonalis
Peliala tithonalis är en fjärilsart som beskrevs av William Schaus 1913. Peliala tithonalis ingår i släktet Peliala och familjen nattflyn. Inga underarter finns listade i Catalogue of Life.